# شهردار شیکاگو
شهردار شیکاگو مدیر اجرایی شهر شیکاگو در ایالت ایلینوی، سومین شهر بزرگ ایالات متحده، است. شهردار مسئول مدیریت اداره‌ها و آژانس‌های شهر و انتصاب رهبران آن‌ها با پیشنهاد و مشاورهٔ شورای شهر شیکاگو است.
ویلیام باتلر اوگدن نخستین شهردار شیکاگو بود.
رام امانوئل شهردار کنونی شیکاگو و از اعضای حزب دمکرات ایالات متحده آمریکا است.
در جلسات شورای شهر، شهردار به عنوان رئیس هیئت مدیره فعالیت می‌کند. شهردار مجاز به رأی دادن در مورد مسائل نیست مگر در موارد خاص، به ویژه در مواردی که رأی‌گیری در مورد موضوعی قبل از هیئت منجر به تساوی می‌شود.
دفتر شهردار زمانی ایجاد شد که شیکاگو در سال ۱۸۳۷ به یک شهر تبدیل شد.